# Championnat de France de basket-ball 2010-2011
Navigation
Saison précédente Saison suivante
La saison 2010-2011 du championnat de France de basket-ball de Pro A est la 89e édition du championnat de France masculin de basket-ball, la 24e depuis la création de la LNB.
À la fin de la saison régulière, les équipes classées de 1 à 8 sont automatiquement qualifiées pour les quarts de finale des playoffs. Le vainqueur de ces playoffs est désigné Champion de France.
Les équipes classées 15e et 16e de Pro A à l'issue de la saison régulière du championnat, descendent en Pro B. Elles seront remplacées par le club champion de France de Pro B et le club classé premier de la saison régulière ou le deuxième si le champion de France termine premier, à la condition, bien sûr, qu'elles satisfassent aux règles du contrôles de la gestion financière et aux conditions du cahier des charges imposé aux clubs de Pro A. Sinon le 15e voire le 16e peuvent être repêchés si un ou les deux clubs de Pro B ne remplissent pas ces conditions.

## Clubs participants
| \| Chalon-sur-Saône Cholet Gravelines Toulon Pau-Orthez Limoges Le Havre Le Mans Villeurbanne Nancy Orléans Paris Poitiers Roanne Strasbourg Vichy \| Localisation des clubs engagés dans le championnat. |
| Chalon-sur-Saône Cholet Gravelines Toulon Pau-Orthez Limoges Le Havre Le Mans Villeurbanne Nancy Orléans Paris Poitiers Roanne Strasbourg Vichy                                                           |

| Clubs                         | Salles                                                    | Capacités                 | Villes           |
| ----------------------------- | --------------------------------------------------------- | ------------------------- | ---------------- |
| Élan sportif chalonnais       | Le Colisée                                                | 4 070 places              | Chalon-sur-Saône |
| Cholet Basket                 | La Meilleraie                                             | 5 191 places              | Cholet           |
| BCM Gravelines Dunkerque      | Sportica                                                  | 3 500 places              | Gravelines       |
| Hyères Toulon Var Basket      | Palais des sports Jauréguiberry Espace 3000               | 4 700 places 2 200 places | Toulon Hyères    |
| STB Le Havre                  | Salle des Docks Océane                                    | 3 598 places              | Le Havre         |
| Le Mans Sarthe Basket         | Antarès                                                   | 6 003 places              | Le Mans          |
| Limoges CSP                   | Palais des sports de Beaublanc                            | 5 516 places              | Limoges          |
| ASVEL Lyon-Villeurbanne       | Astroballe                                                | 5 643 places              | Villeurbanne     |
| SLUC Nancy Basket             | Palais des sports Jean Weille                             | 6 027 places              | Nancy            |
| Orléans Loiret Basket         | Zénith d'Orléans Palais des Sports d'Orléans              | 5 538 places 3 222 places | Orléans          |
| Paris-Levallois Basket        | Stade Pierre-de-Coubertin Palais des sports Marcel-Cerdan | 4 200 places 3 050 places | Paris Levallois  |
| Élan Béarnais Pau-Lacq-Orthez | Palais des sports de Pau                                  | 7 813 places              | Pau              |
| Poitiers Basket 86            | Les Arènes Salle Saint Eloi                               | 4 300 places 2 700 places | Poitiers         |
| Chorale Roanne Basket         | Halle André-Vacheresse                                    | 3 300 places              | Roanne           |
| SIG Basket-ball Strasbourg    | Rhenus Sport                                              | 6 200 places              | Strasbourg       |
| JA Vichy Auvergne             | Palais des Sports Pierre Coulon                           | 3 300 places              | Vichy            |

## La saison régulière

### Classement de la saison régulière
| Rang | Équipe                     | Pts | J  | G  | P  | Pp   | Pc   | Diff |
| ---- | -------------------------- | --- | -- | -- | -- | ---- | ---- | ---- |
| 1    | Cholet (T)                 | 52  | 30 | 22 | 8  | 2217 | 2069 | 148  |
| 2    | Nancy (V)                  | 51  | 30 | 21 | 9  | 2272 | 2207 | 65   |
| 3    | Chalon-sur-Saône (C11)     | 50  | 30 | 20 | 10 | 2269 | 2155 | 114  |
| 4    | Gravelines Dunkerque (S11) | 50  | 30 | 20 | 10 | 2223 | 2006 | 217  |
| 5    | Roanne                     | 48  | 30 | 18 | 12 | 2279 | 2185 | 94   |
| 6    | Lyon-Villeurbanne (S10)    | 47  | 30 | 17 | 13 | 2277 | 2243 | 34   |
| 7    | Hyères Toulon              | 45  | 30 | 15 | 15 | 2235 | 2252 | -17  |
| 8    | Le Mans (F)                | 44  | 30 | 14 | 16 | 2154 | 2104 | 50   |
| 9    | Pau-Lacq-Orthez (P)        | 43  | 30 | 13 | 17 | 2164 | 2234 | -70  |
| 10   | Orléans (C10)              | 42  | 30 | 12 | 18 | 2083 | 2086 | -3   |
| 11   | Strasbourg                 | 42  | 30 | 12 | 18 | 2116 | 2208 | -92  |
| 12   | Le Havre                   | 42  | 30 | 12 | 18 | 2133 | 2169 | -36  |
| 13   | Paris-Levallois            | 42  | 30 | 12 | 18 | 2157 | 2335 | -178 |
| 14   | Poitiers                   | 42  | 30 | 12 | 18 | 2065 | 2167 | -102 |
| 15   | Vichy                      | 41  | 30 | 11 | 19 | 2060 | 2179 | -119 |
| 16   | Limoges (P)                | 39  | 30 | 9  | 21 | 2163 | 2268 | -105 |

|       |                                        |
|       | Qualification pour les Play-offs 2011  |
|       | Relégation en Pro B                    |
| (V)   | Vainqueur 2010-2011                    |
| (T)   | Tenant du titre 2009-2010              |
| (F)   | Finaliste 2009-2010                    |
| (P)   | Promu 2009-2010                        |
| (C10) | Tenant de la Coupe de France 2009-2010 |
| (C11) | Tenant de la Coupe de France 2010-2011 |
| (S10) | Tenant de la Semaine des As 2010       |
| (S11) | Tenant de la Semaine des As 2011       |

### Matches de la saison régulière
| Résultats (dom.\ext.)                                              | CHA   | CHO   | GRA   | HYÈ    | LEH    | LEM   | LIM   | LYO    | NAN   | ORL   | PAR    | PAU   | POI   | ROA   | STR   | VIC    |
| Chalon-sur-Saône                                                   |       | 92-69 | 80-70 | 80-94  | 69-66  | 91-69 | 81-60 | 83-82  | 92-65 | 76-59 | 83-79  | 84-62 | 74-75 | 74-83 | 84-66 | 76-69  |
| Cholet                                                             | 74-82 |       | 69-68 | 78-68  | 61-56  | 85-63 | 77-67 | 80-63  | 68-79 | 75-67 | 88-62  | 89-51 | 72-66 | 74-92 | 88-84 | 81-65  |
| Gravelines-Dunkerque                                               | 73-65 | 88-52 |       | 81-64  | 94-74  | 86-91 | 87-73 | 73-67  | 69-74 | 57-55 | 91-58  | 80-68 | 94-60 | 74-80 | 71-69 | 84-48  |
| Hyères Toulon                                                      | 97-89 | 67-79 | 68-91 |        | 77-56  | 71-76 | 82-56 | 74-66  | 72-83 | 72-76 | 82-77  | 76-93 | 68-64 | 85-74 | 85-77 | 76-68  |
| Le Havre                                                           | 64-72 | 78-91 | 76-70 | 89-73  |        | 68-63 | 93-74 | 63-87  | 70-77 | 79-77 | 82-77  | 74-54 | 74-59 | 65-75 | 77-82 | 93-73  |
| Le Mans                                                            | 65-71 | 69-74 | 60-67 | 73-76  | 55-58  |       | 88-78 | 74-57  | 76-79 | 59-70 | 73-71  | 71-64 | 85-80 | 85-58 | 73-66 | 63-87  |
| Limoges                                                            | 93-62 | 66-70 | 76-79 | 71-76  | 82-78  | 75-73 |       | 87-69  | 77-78 | 71-79 | 89-66  | 90-63 | 76-85 | 77-94 | 61-66 | 74-76  |
| Lyon-Villeurbanne                                                  | 77-86 | 89-77 | 92-63 | 77-92  | 102-97 | 70-81 | 79-75 |        | 80-73 | 70-65 | 74-76  | 95-88 | 66-64 | 77-65 | 67-82 | 101-88 |
| Nancy                                                              | 81-75 | 75-85 | 78-70 | 86-67  | 86-76  | 76-75 | 88-93 | 77-91  |       | 95-84 | 77-70  | 72-69 | 76-69 | 85-93 | 88-61 | 76-72  |
| Orléans                                                            | 76-77 | 68-83 | 59-62 | 77-85  | 69-68  | 50-90 | 75-77 | 76-59  | 65-76 |       | 72-77  | 66-72 | 88-81 | 72-79 | 96-39 | 63-59  |
| Paris-Levallois                                                    | 76-83 | 87-90 | 55-76 | 70-101 | 57-88  | 74-68 | 75-78 | 85-68  | 93-83 | 79-73 |        | 76-82 | 85-79 | 84-68 | 93-85 | 94-66  |
| Pau-Lacq-Orthez                                                    | 79-81 | 87-76 | 82-69 | 82-70  | 88-62  | 68-87 | 86-75 | 74-92  | 76-62 | 75-97 | 103-70 |       | 73-76 | 62-71 | 77-72 | 76-72  |
| Poitiers                                                           | 70-61 | 67-65 | 74-80 | 85-73  | 63-54  | 82-88 | 73-65 | 76-82  | 69-61 | 68-70 | 63-75  | 72-86 |       | 80-77 | 71-66 | 67-62  |
| Roanne                                                             | 84-67 | 64-71 | 71-60 | 98-76  | 75-67  | 90-76 | 78-66 | 92-101 | 74-78 | 70-68 | 75-80  | 88-78 | 88-76 |       | 72-77 | 93-67  |
| Strasbourg                                                         | 78-79 | 70-78 | 81-90 | 83-66  | 80-71  | 59-80 | 95-80 | 70-81  | 64-73 | 68-79 | 92-62  | 76-65 | 64-62 | 73-69 |       | 95-80  |
| Vichy                                                              | 93-91 | 56-74 | 61-75 | 82-75  | 70-85  | 71-68 | 72-58 | 63-70  | 81-89 | 65-67 | 77-50  | 79-68 | 92-74 | 87-61 | 62-53 |        |
| - Victoire à domicile - Victoire à l'extérieur - Match non disputé |       |       |       |        |        |       |       |        |       |       |        |       |       |       |       |        |

### Faits marquants de la saison régulière
Journée 1 (8, 9, 10 et 12 octobre 2010) : Le tenant du titre, Cholet s'impose sur son parquet (89-51) face au promu Pau-Lacq-Orthez. L'autre promu Limoges s'incline sur son parquet (71-79) face à Orléans. Le finaliste de la saison 2009-2010 Le Mans s'incline lui aussi à domicile face à l'équipe du Havre (55-58).
Journée 2 (15 et 16 octobre 2010) : Cholet en déplacement s'incline lourdement face à Gravelines Dunkerque (88-52) et laisse la place d'équipe de tête à Paris-Levallois vainqueur à Poitiers (63-75). Paris-Levallois reste invaincu avec Strasbourg, Chalon-sur-Saône et Nancy vainqueurs respectivement de Lyon-Villeurbanne, Le Havre et Orléans.
Journée 3 (22, 23 et 24 octobre 2010) : Nancy reste seul leader à la suite de sa victoire sur Poitiers conjuguée aux défaites de Paris-Levallois, Chalon-sur-Saône et Strasbourg. Lyon-Villeurbanne connaît sa 3e défaite d'affilée sur le parquet de Hyères Toulon (74-66).
Journée 4 (29 et 30 octobre 2010) : Preuve de l'homogénéité du championnat de Pro A, six équipes (Gravelines Dunkerque, Chalon-sur-Saône, Cholet, Nancy, Paris et Le Havre) se partagent la première place. Première victoire de l'ASVEL face au leader Nancy (80-73).
Journée 5 (5, 6 et 9 novembre 2010) : Cholet, Chalon-sur-Saône et Paris-Levallois dominent le championnat en disposant respectivement de Lyon-Villeurbanne, Strasbourg et Le Mans à domicile. Vichy subit sa 3e défaite d'affilée face à Orléans (63-59) qui restait lui-même sur 3 revers consécutifs.
Journée 6 (12 et 13 novembre 2010) : Cholet prend seul la tête du championnat en s'imposant au Mans après prolongation (69-74) et en profitant des contre-performances de Chalon-sur-Saône et Paris-Levallois face Hyères-Toulon et Strasbourg alors que Gravelines Dunkerque marque un coup d'arrêt au Havre (76-70) après quatre victoires de suite. Vichy continue sa descente aux enfers en s'inclinant à nouveau, cette fois-ci sur le parquet de Poitiers.
Journée 7 (19 et 20 novembre 2010) : Roanne s'impose chez le champion de France (74-92) et rejoint donc Cholet en tête avec Chalon-sur-Saône et Gravelines Dunkerque. Le Mans, finaliste de la saison précédente inquiète en s'inclinant après prolongation face au promu Limoges (75-73). Vichy est à nouveau défait sur son parquet par l'ASVEL qui s'est séparé de son entraîneur Vincent Collet (remplacé par Nordine Ghrib) trois jours auparavant.
Journée 8 (26, 27 et 28 novembre 2010) : Cholet, en match décalé, rejoint Roanne, Chalon-sur-Saône et Gravelines Dunkerque en battant Le Havre. Le Mans affiche une 5e défaite consécutive à Nancy.
Journée 9 (3, 4 et 5 décembre 2010) : Roanne garde sa position de co-leader en s'imposant en terre orléannaise (79-72) et confirme sa forme du moment avec une 5e victoire de suite et des succès probants face aux sérieuses équipes de Nancy, Cholet et Chalon-sur-Saône.
Journée 10 (10, 11 et 12 décembre 2010) : Roanne et Cholet continuent à mener la danse de la Pro A en dominant respectivement Hyères-Toulon et Poitiers. Chalon-sur-Saône rejoint Gravelines Dunkerque à la 3e place en s'imposant face aux Nordistes à domicile, rejoint aussi par Nancy qui a su faire la différence face à Strasbourg (73-64).

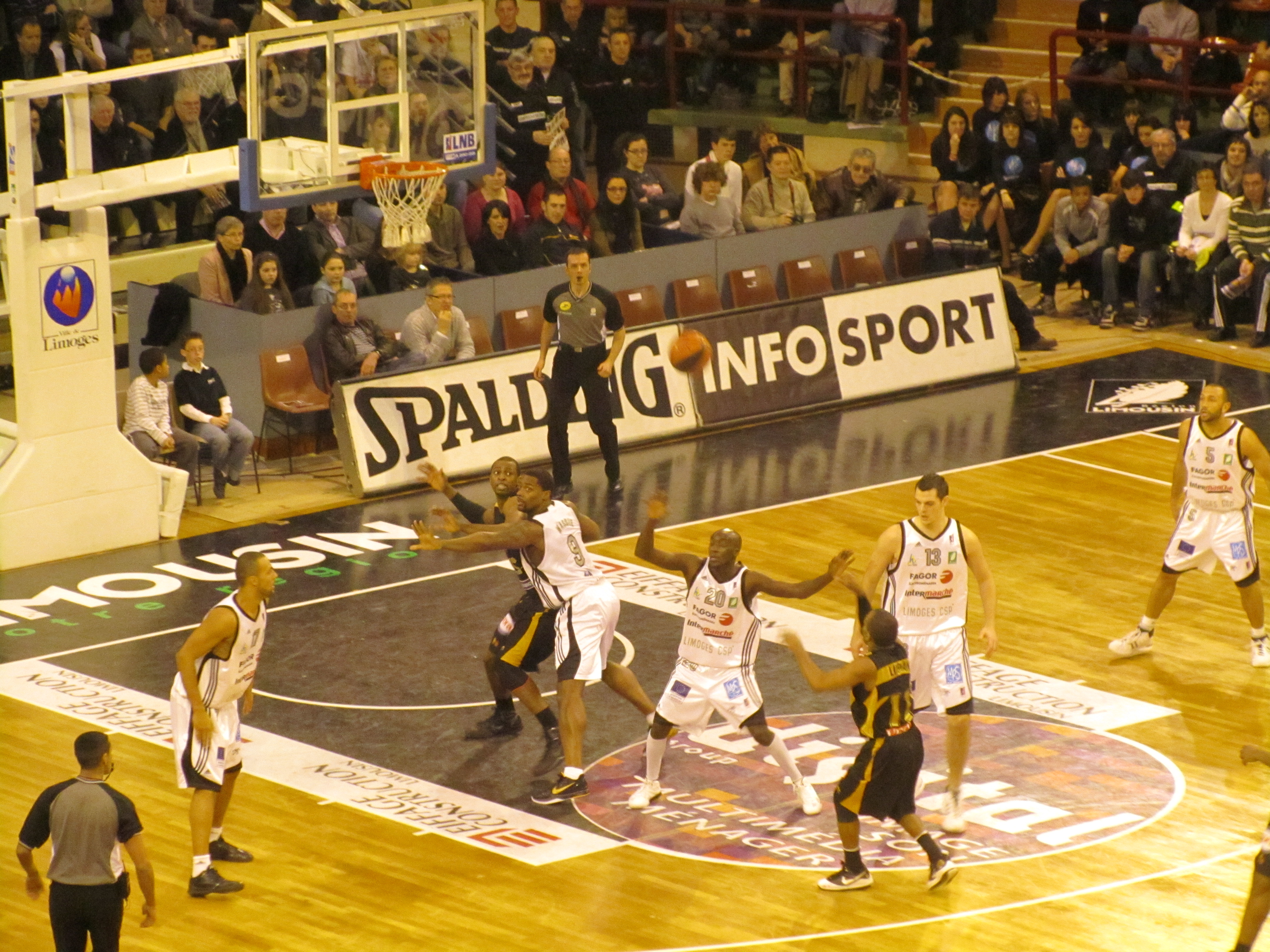
Match entre Limoges et Nancy en 2011

Journée 11 (17 et 18 décembre 2010) : Roanne s'impose en tête du championnat en s'imposant au Sportica de Gravelines. Cholet reste en embuscade à égalité de points en s'imposant face à Strasbourg. Vichy met fin à une série de huit défaites de suite en battant Le Mans à domicile.
Journée 12 (2 et 4 janvier 2011) : Cholet laisse la place de seul leader à Roanne en étant défait lourdement à Chalon-sur-Saône (92-69) alors que l'équipe de la Loire s'impose face à Pau-Lacq-Orthez et se qualifie par la même occasion pour la Semaine des As. Orléans gagne au Mans qui enregistre sa 7e défaite à domicile!
Journée 13 (7 et 8 janvier 2011) : Cholet (en battant Limoges) et Nancy (7e victoire consécutive face à Hyères-Toulon) rejoignent Roanne (défait par l'ASVEL) en tête du championnat. Chalon-sur-Saône rejoint les trois équipes de tête aux As malgré sa défaite à Poitiers qui partage désormais sa place de 1er relégable avec Paris-Levallois et Limoges. Vichy ferme le classement malgré sa victoire sur le Paris-Levallois.
Journée 14 (14 et 15 janvier 2011) : Roanne continue en tête du championnat avec Cholet. Gravelines Dunkerque assure sa place pour les As en disposant de Hyères-Toulon. Paris-Levallois, qui s'est séparé de son entraîneur Jean-Marc Dupraz remplacé par Christophe Denis, met fin à huit défaites consécutives en disposant d'Orléans (79-73). Poitiers et Vichy ferment la marche.
Journée 15 (21 et 22 janvier 2011) : Pau-Lacq-Orthez étant déjà qualifié en tant que club organisateur pour la Semaine des As, 6 équipes se disputent les 2 places restantes lors de cette 15e journée. Ce sont finalement Hyères-Toulon (victoire contre Orléans) et le tenant du titre Lyon-Villeurbanne (malgré sa défaite face à Chalon-sur-Saône) qui obtiennent les dernière places qualificatives. Pau-Lacq-Orthez valide sa place pour les AS sportivement en finissant 8e de la phase Aller du championnat. Roanne, vainqueur du Mans, finit seul champion de la phase Aller, profitant de la défaite de Cholet sur le parquet de Poitiers.
Journée 16 (28 et 29 janvier 2011) : Pour cette phase Retour du championnat, la compétition reste ouverte pour le titre avec quatre leaders (Roanne étant rejoint par Cholet, Châlon-sur-Saône et Nancy) à l'issue de cette journée. Vichy continue sa course pour le maintien en battant un de ses concurrents direct, Limoges, à l'extérieur.

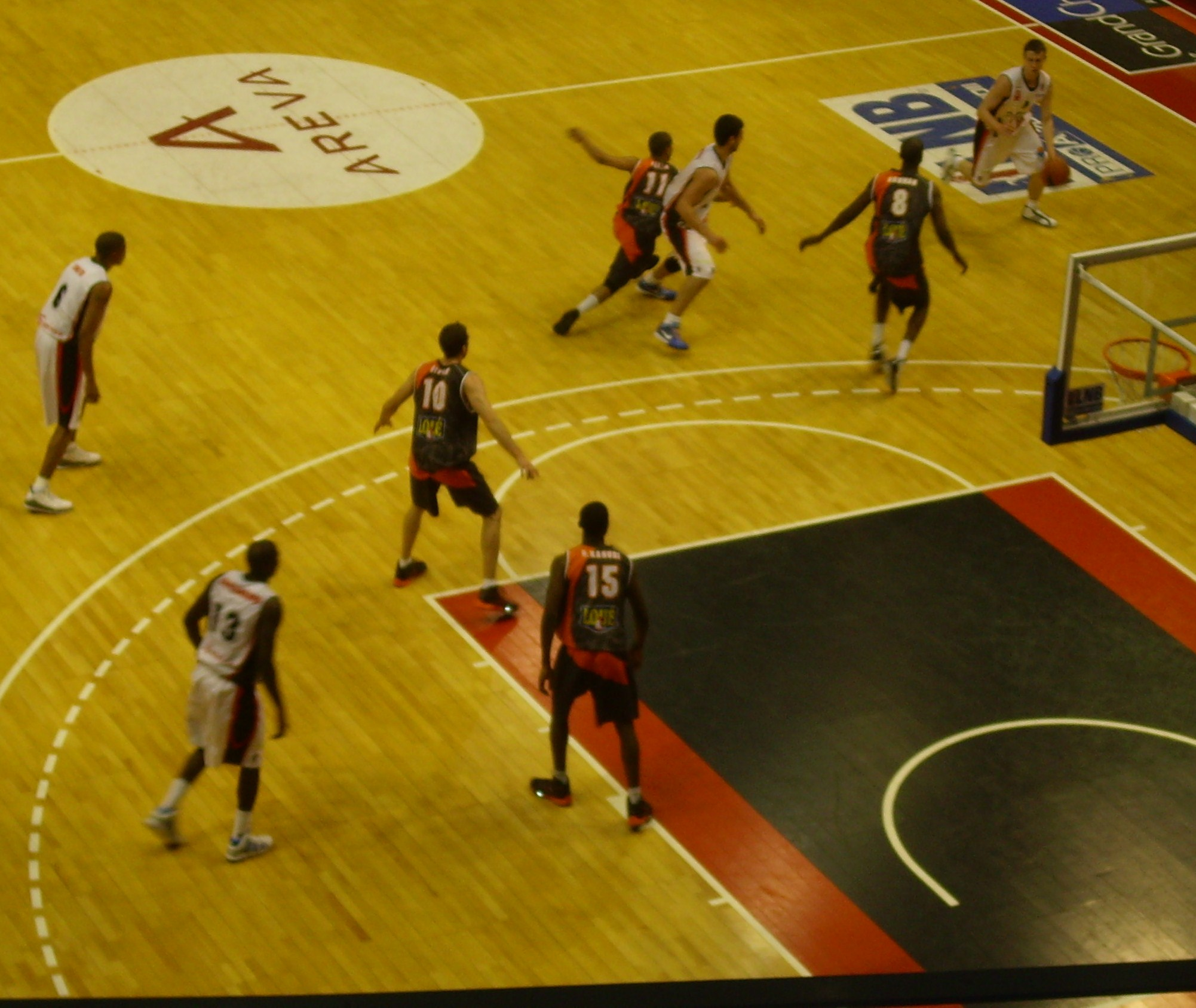
Match de Pro A au colisée en 2011 entre l'Elan Chalon et Le Mans

Journée 17 (4 et 5 février 2011) : Limoges, qui s'est séparé d'Éric Girard(remplacé au poste d'entraîneur par le Macédonien Zare Markovski), chute encore sur le parquet de Pau-Lacq-Orthez (86-75). Roanne et sa nouvelle recrue de prestige Ricky Davis s'imposent face à Chalon-sur-Saône, imités par Cholet qui dispose d'Orléans. Les deux équipes continuent leur course en tête.
Journée 18 (18 et 19 février 2011) : Gravelines-Dunkerque, récent vainqueur de la Semaine des As et qualifié pour les quarts de finale de l'EuroChallenge, se défait difficilement d'Orléans. Cholet profite de la défaite de Roanne face au Paris-Levallois pour être seul leader. Limoges continue sa série noire en s'inclinant à nouveau à domicile contre Poitiers.
Journée 19 (25 et 26 février 2011) : Cholet chute à l'extérieur face à la puissance du nouveau pivot de Lyon-Villeurbanne Pops Mensah-Bonsu et ses coéquipiers (89-77). Chalon-sur-Saône en profite pour rejoindre l'équipe des Mauges en tête de classement en battant sur le fil Strasbourg (79-78) alors que Roanne est à nouveau défait contre Nancy.
Journée 20 (4 et 5 mars 2011) : Cholet reprend seul son rôle de leader en disposant de son voisin Le Mans et en profitant de la défaite de Chalon-sur-Saône dans le Var. Chalon est d'ailleurs rejoint au classement par Nancy, Roanne et Gravelines-Dunkerque en tant que poursuivants sérieux des Choletais.
Journée 21 (11 et 12 mars 2011) : Cholet conforte sa première place en battant Roanne. Nancy et Chalon-sur-Saône suivent le rythme.
Journée 22 (18 et 19 mars 2011) : Cholet continue son chemin en tête en disposant du Havre et seul Nancy semble pouvoir tenir le rythme imposé par le champion de France en titre. Limoges enregistre sa première victoire depuis le changement d'entraîneur en battant l'élan sportif chalonnais (93-62).
Journée 23 (25, 26 mars et 5 avril 2011) : Chalon-sur-Saône rejoint Nancy à la 2e place à la suite de sa victoire sur le SLUC. Cholet en profite pour disposer de deux victoires d'avance en battant le Paris-Levallois.
Journée 24 (1er et 2 avril 2011) : Nancy retrouve seul la 2e place du championnat en profitant de la défaite de Chalon-sur-Saône face à Gravelines Dunkerque. Paris-Levallois, défait par Limoges, se rapproche de la zone des relégables tenue par son adversaire du jour et Vichy.
Journée 25 (8, 9 et 10 avril 2011) : Vichy revient fort en s'imposant sur le parquet du Mans et menace Poitiers défait au Havre. Sixième victoire consécutive pour Cholet qui maintient à distance ses poursuivants Nancy, Chalon-sur-Saône et Gravelines Dunkerque.
Journée 26 (15 et 16 avril 2011) : L'Élan sportif chalonnais maintient le suspense en haut de classement en remportant une victoire cruciale (74-82) sur le parquet de Cholet.
Journée 27 (22 et 23 avril 2011) : Cholet amenuise les espoirs de Limoges de se maintenir tout en accentuant ses chances de remporter la saison régulière avec désormais trois victoires d'avance sur ses poursuivants directs. Paris-Levallois, Poitiers, Le Havre, Strasbourg et Vichy luttent pour éviter la zone de relégation.
Journée 28 (29 et 30 avril 2011) : à la suite de sa défaite sur le parquet de Lyon-Villeurbanne, Limoges a épuisé toutes ses chances de maintien parmi l'élite et est officiellement relégué en Pro B.
Journée 29 (3 mai 2011) : Grâce à sa victoire face à Poitiers à domicile, Cholet s'assure la première place. Les huit équipes qualifiées pour les play-offs sont désormais connues avec la qualification du Mans qui écrase Roanne (85-58) à domicile, seul leur classement final pouvant différer (à l'exception de Cholet).
Journée 30 (10 mai 2011) : Sept des huit premiers du classement s'inclinent lors de la dernière journée. Parmi les équipes de tête, seul Nancy s'impose chez Gravelines Dunkerque et prend la deuxième place du championnat, lui assurant l'avantage du terrain en quarts et demis des play-offs. En bas de classement, Paris-Levallois et Poitiers assurent leur maintien en s'imposant pour l'un chez Lyon-Villeurbanne et l'autre à domicile face à Hyères Toulon. Vichy qui devait compter sur la défaite de l'un et/ou de l'autre, en plus de sa victoire face à Chalon-sur-Saône, est relégué en Pro B. On note également une utilisation très controversée de l'arbitrage vidéo dans le match entre Villeurbanne et Paris, pour un shoot au buzzer, finalement accordé aux parisiens malgré les règles de la Ligue Nationale allant à l'encontre de l'utilisation de la vidéo hormis durant la Semaine des As et les finales LNB.

### Meilleurs joueurs de la saison régulière
| Catégorie                   | Joueur               | Équipe               | Statistiques |
| --------------------------- | -------------------- | -------------------- | ------------ |
| Points par match            | Rick Hughes          | Hyères Toulon        | 19,10        |
| Évaluation par match        | Chris Massie         | Limoges              | 21,28        |
| Rebonds par match           | Chris Massie         | Limoges              | 9,20         |
| Rebonds défensifs par match | Damir Krupalija      | Hyères Toulon        | 7,00         |
| Rebonds offensifs par match | Akin Akingbala       | Nancy                | 3,32         |
| Passes décisives par match  | Teddy Gipson         | Pau-Lacq-Orthez      | 5,87         |
| Interceptions par match     | John Linehan         | Nancy                | 3,08         |
| Contres par match           | Cyril Akpomedah      | Gravelines-Dunkerque | 2,00         |
| Fautes provoquées par match | Pape-Philippe Amagou | Roanne               | 5,57         |
| Dunks par match             | Davon Jefferson      | Lyon-Villeurbanne    | 1,93         |
| % aux tirs                  | Uche Nsonwu-Amadi    | Roanne               | 66,82        |
| % aux lancer-francs         | John Linehan         | Nancy                | 90,48        |
| % à 2 points                | Uche Nsonwu-Amadi    | Roanne               | 66,82        |
| % à 3 points                | Alex Acker           | Le Mans              | 45,53        |

## Les playoffs

### Matchs des playoffs
|  | Quarts de finale                      | Quarts de finale     | Quarts de finale | Quarts de finale |                                         |       | Demi-finales | Demi-finales | Demi-finales                       | Demi-finales |  |  | Finale | Finale |
|  |                                       |                      |                  |                  |                                         |       |              |              |                                    |              |  |  |        |        |
|  | Mar. 17 mai, ven. 20 mai, mar. 24 mai |                      |                  |                  |                                         |       |              |              |                                    |              |  |  |        |        |
|  |                                       |                      |                  |                  |                                         |       |              |              |                                    |              |  |  |        |        |
|  | Cholet                                | 77                   | 76               | -                |                                         |       |              |              |                                    |              |  |  |        |        |
|  | Cholet                                | 77                   | 76               | -                | Ven. 27 mai, mar. 31 mai, ven. 3 juin   |       |              |              |                                    |              |  |  |        |        |
|  | Le Mans                               | 75                   | 70               | -                |                                         |       |              |              |                                    |              |  |  |        |        |
|  | Le Mans                               | 75                   | 70               | -                | Cholet                                  | 77    | 84           | -            |                                    |              |  |  |        |        |
|  | Mar. 17 mai, ven. 20 mai, mar. 24 mai |                      |                  |                  | Cholet                                  | 77    | 84           | -            |                                    |              |  |  |        |        |
|  |                                       | Gravelines Dunkerque | 62               | 80               | -                                       |       |              |              |                                    |              |  |  |        |        |
|  | Gravelines Dunkerque                  | Gravelines Dunkerque | 62               | 80               | -                                       | 66    | 75           | 84           |                                    |              |  |  |        |        |
|  | Gravelines Dunkerque                  |                      |                  |                  |                                         | 66    | 75           | 84           | Sam. 11 juin à Paris-Bercy - 17h05 |              |  |  |        |        |
|  | Roanne                                | 60                   | 83               | 77               |                                         |       |              |              |                                    |              |  |  |        |        |
|  | Roanne                                | 60                   | 83               | 77               | Cholet                                  | 74    |              |              |                                    |              |  |  |        |        |
|  | Mer. 18 mai, sam. 21 mai, mer. 25 mai |                      |                  |                  | Cholet                                  | 74    |              |              |                                    |              |  |  |        |        |
|  |                                       |                      |                  |                  |                                         | Nancy | 76           |              |                                    |              |  |  |        |        |
|  | Nancy                                 | 68                   | 86               | 96               |                                         | Nancy | 76           |              |                                    |              |  |  |        |        |
|  | Nancy                                 | 68                   | 86               | 96               | Sam. 28 mai, mer. 1er juin, sam. 4 juin |       |              |              |                                    |              |  |  |        |        |
|  | Hyères Toulon                         | 64                   | 92               | 71               |                                         |       |              |              |                                    |              |  |  |        |        |
|  | Hyères Toulon                         | 64                   | 92               | 71               | Nancy                                   | 109   | 79           | 89           |                                    |              |  |  |        |        |
|  | Mer. 18 mai, sam. 21 mai, mer. 25 mai |                      |                  |                  | Nancy                                   | 109   | 79           | 89           |                                    |              |  |  |        |        |
|  |                                       | Lyon-Villeurbanne    | 93               | 91               | 75                                      |       |              |              |                                    |              |  |  |        |        |
|  | Chalon-sur-Saône                      | Lyon-Villeurbanne    | 93               | 91               | 75                                      | 98    | 85           | 80           |                                    |              |  |  |        |        |
|  | Chalon-sur-Saône                      |                      |                  |                  |                                         | 98    | 85           | 80           |                                    |              |  |  |        |        |
|  | Lyon Villeurbanne                     | 74                   | 107              | 94               |                                         |       |              |              |                                    |              |  |  |        |        |

### Faits marquants des playoffs

#### Quarts de finale aller (17 et 18 mai 2011)
Cholet, champion en titre reçoit Le Mans pour une réédition de la finale 2010. Cholet mène de 19 points à la mi-temps, mais Le Mans revient à deux points en milieu de 4e quart-temps sous l'impulsion d'Alex Acker et JP Batista. Mejia et les Choletais résistent à la charge mancelle et gagnent le match 77-75.
Gravelines Dunkerque accueille Roanne et impose une défense de fer sur l'une des plus prolifiques attaques du championnat, surtout lors des 2e et 3e quart-temps où les joueurs de Roanne ne marquent que 20 points en cumulés. Score : 66-60.
Vainqueur de la Coupe de France trois jours plus tôt, Chalon-sur-Saône reçoit Lyon-Villeurbanne qu'il a déjà battu 3 fois en championnat et lors de la Semaine des As. Chalon s'appuie sur son collectif avec six joueurs à 10 points ou plus pour s'imposer 98-74. En face, seuls Davon Jefferson et Pops Mensah-Bonsu apportent leur rendement habituel.
Pour le dernier quart aller, Nancy reçoit Hyères Toulon qui s'avance en play-offs sans l'apport de son joueur vedette Damir Krupalija blessé. La défense de zone appliquée par les Varois a bien failli fonctionner face aux Nancéiens, mais Tremmell Darden et ses coéquipiers évitent le piège tendu dans les dernières minutes de la rencontre et s'imposent 68-64.

#### Quarts de finale retour (20 et 21 mai 2011)
Cholet s'impose en Sarthe 76-70 et se qualifie ainsi en demi-finale grâce notamment au trio Mejia - Avdalovic - Robinson. Seuls Batista et Charles Lombahe-Kahudi ont pu se démarquer pour Le Mans.
Roanne reçoit Gravelines-Dunkerque et obtient le droit de disputer la belle au Sportica grâce à une adresse retrouvée sous l'emprise de Dylan Page. Score : 83-75.
Lyon-Villeurbanne, au pied du mur, s'impose nettement face à Chalon-sur-Saône dans sa salle de l'Astroballe. La perte de son pivot Pops Mensah-Bonsu en début de partie n'a pas démoralisé les Rhodaniens qui comptent sur leurs intérieurs Jefferson et Kim Tillie pour gagner la rencontre 107-85.
Dominateur pendant toute la première période, Hyères Toulon s'est mis en danger lors du 3e quart-temps mais a réussi à remporter la rencontre et le droit de disputer un match d'appui par l'intermédiaire du meilleur marqueur du championnat Rick Hughes. Score : 92-86.

#### Quarts de finale - matchs d'appui (24 et 25 mai 2011)
Dans l'enceinte du Sportica, Gravelines-Dunkerque remporte une victoire décisive sur Roanne non sans quelques frayeurs avec seulement trois points d'avance à 2 minutes du terme et alors que le BCM menait de 11 points à la mi-temps. Les Nordistes ont notamment pu compter sur leurs extérieurs Woodside, Bokolo et Johnson pour s'imposer 84-77 et retrouver Cholet en demi-finale.
Toujours privé de son pivot titulaire Mensah-Bonsu, Lyon-Villeurbanne crée la surprise en s'imposant nettement au Colisée, la salle de Chalon-sur-Saône. L'ASVEL s'appuie sur un excellent Edwin Jackson (30 points, 5 rebonds) ainsi que ses ailiers Walsh, Jefferson et Gelabale pour passer un 20-0 à cheval sur les 2e et 3e quart-temps et assommer les joueurs de Chalon 94-80.
C'est avant tout collectivement que Nancy se défait de Hyères-Toulon, principalement dans le 2e quart-temps et comptant jusqu'à 41 points d'avance en fin de 3e période. Nancy s'impose 96-71 face à un club menacé de rétrogradation administrative.

#### Demi-finales aller (27 et 28 mai 2011)
Cholet affronte Gravelines-Dunkerque pour une réédition de la demi-finale de la saison 2009-2010 où Gravelines s'était imposé à la Meilleraie après prolongation. Cholet cette fois ne laisse aucune chance à son adversaire bien emmené par le MVP étranger du championnat Samuel Mejia et bien aidé par Advalovic et Gradit pour creuser l'écart dans le 3e quart-temps. Cholet s'impose 77-62 alors que Gravelines a dû composer sans Bokolo blessé à la fin du 1er quart-temps.
Alors que Nancy s'était incliné 3 fois cette saison face à Lyon-Villeurbanne, les Lorrains se défont de l'ASVEL grâce à un 3e quart-temps prolifique (33 points marqués) et à la solidité de son secteur intérieur contrôlé par Akin Akingbala (20 points, 10 rebonds). Score : 109-93.

#### Demi-finales retour (31 mai et1erjuin 2011)
Cholet s'impose au Sportica de Gravelines-Dunkerque et reste invaincu en play-offs pour atteindre la finale. Sur le score final de 84-80, Cholet prend les commandes sur un panier de Randal Falker dans le premier quart-temps pour ensuite contrôler le tempo. Le BCM compte sur ses intérieurs Saer Sene et Cyril Akpomedah pour éteindre l'ailier fort de Cholet Robinson, mais la défense de Cholet bien emmenée par DeMarcus Nelson a anéanti la force extérieure de Gravelines et notamment de son meneur Woodside.
Lyon-Villeurbanne surprend et remporte la rencontre (91-79) face à Nancy qui perd aussi son pivot Akingbala sur blessure. Celui-ci est incertain pour le prochain match alors que Lyon-Villeurbanne évolue déjà sans son pivot titulaire.

#### Demi-finales - match d'appui (4 juin 2011)
Pour cette ultime confrontation entre les champions 2008 et 2009, Nancy reçoit Lyon-Villeurbanne. Le pivot de Nancy, Akingbala est finalement présent malgré une fracture au visage trois jours plus tôt et contribue grandement à assurer la domination de Nancy avec ses coéquipiers Willie Deane et Tremmell Darden lors de la première mi-temps. C'est cependant lors du 3e quart-temps que les Lorrains creusent l'écart et passent un 14-0 à l'ASVEL. Les Villeurbannais, auteurs de nombreuses balles perdues et avec un faible pourcentage de réussite à 3 points, s'inclinent 89-75. Nancy retrouve Cholet pour la finale à Paris-Bercy.

#### Finale (11 juin 2011)
Cholet, champion en titre, rencontre Nancy, dont c'est la 5e finale de Pro A en 7 ans. Malgré un bon départ de Cholet, c'est Nancy qui prend l'avantage lors du premier quart-temps (24-20) et mène au score jusqu'au 3e quart-temps. Le duel est très serré entre les deux premières équipes de la saison régulière qui restent le plus souvent à moins d'une possession l'une de l'autre. Sammy Mejia, le MVP étranger de la saison et capitaine choletais, semble passer à côté de son match avec l'ensemble des extérieurs de Cholet à 3 points (3 sur 17) et marque l'essentiel de ses points sur lancers-francs. Seuls les rebonds de Randal Falker et les tirs improbables de l'international français Fabien Causeur permettent à Cholet d'affronter et menacer les Cougars de Nancy et leur leader sur le terrain John Linehan. Celui-ci, ancien choletais l'année précédente, permet au SLUC Nancy de remporter son 2e titre de champion de France sur une dernière possession à trois secondes de la fin du temps réglementaire. Nancy est le champion de France 2011 et jouera le tour principal de l'Euroligue. Cholet jouera le tour préliminaire. John Linehan est nommé MVP de la finale,.

## Récompenses individuelles

### Trophées LNB
| MVP français de Pro A - Mickaël Gelabale (Lyon-Villeurbanne) Meilleur défenseur de Pro A - John Linehan (Nancy) Meilleur espoir de Pro A - Evan Fournier (Poitiers) Meilleur entraîneur de Pro A - Erman Kunter (Cholet) | MVP étranger de Pro A - Samuel Mejia (Cholet) Meilleur marqueur de Pro A - Rick Hughes (Hyères Toulon) Meilleure progression de Pro A - Evan Fournier (Poitiers) Meilleur entraîneur des Centres de Formation - Thomas Drouot (Paris-Levallois) |

### MVP de la finale
- John Linehan (Nancy)

### MVPs du mois
| Mois     | Joueur            | Équipe               |
| -------- | ----------------- | -------------------- |
| novembre | Yannick Bokolo    | Gravelines Dunkerque |
| décembre | Tremmell Darden   | Nancy                |
| janvier  | Blake Schilb      | Chalon-sur-Saône     |
| février  | Tremmell Darden   | Nancy                |
| mars     | Pops Mensah-Bonsu | Lyon-Villeurbanne    |
| avril    | Samuel Mejia      | Cholet               |

## Clubs engagés en coupe d'Europe
Pour la saison 2010-2011
| Compétition européenne | Clubs                   | Raison d'attribution                                                                                                   | Commentaires                                                          |
| ---------------------- | ----------------------- | --- | --------------------------------------------------------------------- |
| Euroligue              | Cholet Basket           | Champion de France | Élimination au terme de la phase régulière (4 victoires - 6 défaites) |
| EuroCoupe              | Le Mans Sarthe Basket   | Finaliste du championnat. Reversé du 3e tour préliminaire d'Euroligue (éliminé par BC Khimki Moscou 157-122)           | Élimination au terme du Top 16 (2 victoires - 4 défaites)             |
| EuroCoupe              | Chorale Roanne          | Meilleur Demi-finaliste du championnat. Reversé du 1er tour préliminaire d'Euroligue (éliminé par ALBA Berlin 174-168) | Élimination au terme de la phase régulière (0 victoires - 6 défaites) |
| EuroCoupe              | ASVEL Lyon-Villeurbanne | Wild-card. Reversé du 2e tour préliminaire d'Euroligue (éliminé par Le Mans Sarthe Basket 148-146)                     | Élimination au terme de la phase régulière (3 victoires - 3 défaites) |
| EuroChallenge          | Orléans                 | Vainqueur de la Coupe de France. Reversé du tour préliminaire d'EuroCoupe (éliminé par Marioupol 155-145)              | Élimination au terme de la phase régulière (2 victoires - 4 défaites) |
| EuroChallenge          | Gravelines-Dunkerque    | Demi-finaliste du championnat                                                                                          | Élimination en 1/4 de finale (2 défaites)                             |
| EuroChallenge          | Nancy                   | 5e du championnat. Qualifié du tour préliminaire d'EuroChallenge (bat KK Bosna 167-132)                                | Élimination au terme de la phase régulière (3 victoires - 3 défaites) |
| EuroChallenge          | Paris-Levallois         | 7e du championnat. Éliminé au tour préliminaire d'EuroChallenge par Maccabi Haïfa 152-141                              | Pas de participation à la phase régulière                             |

Pour la saison 2011-2012 à venir
| Compétition Européenne      | Clubs (classement en saison régulière) | Raison d'attribution                       | Commentaires |
| --------------------------- | -------------------------------------- | ------------------------------------------ | ------------ |
| Euroligue tour principal    | SLUC Nancy (2e)                        | Champion de France                         | -            |
| Euroligue tour préliminaire | Cholet Basket (1er)                    | Finaliste du championnat                   | -            |
| Euroligue tour préliminaire | BCM Gravelines-Dunkerque (4e)          | Meilleur demi-finaliste du championnat     | -            |
| Euroligue tour préliminaire | ASVEL Lyon-Villeurbanne (6e)           | Wild-card                                  | -            |
| EuroCoupe tour préliminaire | Élan sportif chalonnais (3e)           | Meilleur quart de finaliste du championnat | -            |
| EuroCoupe tour préliminaire | Le Mans SB (8e)                        | Wild-card                                  | -            |
| EuroChallenge               | Chorale de Roanne (5e)                 | 5e du championnat                          | -            |
| EuroChallenge               | Élan béarnais Pau-Lacq-Orthez (9e)     | 9e du championnat (remplace Hyères Toulon) | -            |

## Classement de pré-saison
À la suite des matchs amicaux de pré-saison 2010.
| Classement | Clubs                | Victoires | Égalités | Défaites | Ratio V/(E+D) |
| ---------- | -------------------- | --------- | -------- | -------- | ------------- |
| 1          | Orléans              | 8         | 0        | 0        | 1.00          |
| 2          | Le Havre             | 7         | 0        | 1        | 0.88          |
| 3          | Lyon-Villeurbanne    | 6         | 0        | 1        | 0.86          |
| 4          | Limoges              | 5         | 0        | 1        | 0.83          |
| 5          | Gravelines Dunkerque | 5         | 0        | 2        | 0.71          |
| 6          | Hyères Toulon        | 7         | 0        | 3        | 0.70          |
| 7          | Paris-Levallois      | 3         | 0        | 2        | 0.60          |
| 8          | Nancy                | 4         | 0        | 3        | 0.57          |
| 9          | Cholet               | 4         | 0        | 4        | 0.50          |
| 10         | Chalon-sur-Saône     | 3         | 0        | 3        | 0.50          |
| 11         | Le Mans              | 3         | 0        | 4        | 0.43          |
| 11         | Roanne               | 3         | 0        | 4        | 0.43          |
| 13         | Strasbourg           | 2         | 0        | 3        | 0.40          |
| 14         | Vichy                | 2         | 0        | 5        | 0.29          |
| 15         | Pau-Lacq-Orthez      | 1         | 1        | 2        | 0.25          |
| 16         | Poitiers             | 1         | 0        | 4        | 0.20          |

## Budget des clubs
Budgets prévisionnels et masses salariales des clubs de Pro A au début de la saison 2010-2011
| Clubs                      | Masse salariale (€) | Budget (€) |
| -------------------------- | ------------------- | ---------- |
| Élan sportif chalonnais    | 1 200 000           | 3 569 000  |
| Cholet Basket              | 1 824 000           | 5 261 000  |
| BCM Gravelines Dunkerque   | 1 400 000           | 4 089 000  |
| Hyères Toulon Var Basket   | 800 000             | 2 119 000  |
| STB Le Havre               | 825 000             | 2 438 000  |
| Le Mans Sarthe Basket      | 1 533 000           | 4 972 000  |
| Limoges CSP                | 1 290 000           | 3 500 000  |
| Élan Béarnais Pau-Orthez   | 1 442 000           | 4 422 000  |
| ASVEL Lyon-Villeurbanne    | 2 359 000           | 5 991 000  |
| SLUC Nancy Basket          | 1 432 000           | 4 316 000  |
| Orléans Loiret Basket      | 1 543 000           | 5 051 000  |
| Paris-Levallois Basket     | 1 429 000           | 4 076 000  |
| Poitiers Basket 86         | 948 000             | 2 602 000  |
| Chorale Roanne Basket      | 1 639 000           | 4 326 000  |
| SIG Basket-ball Strasbourg | 1 190 000           | 3 807 000  |
| JA Vichy Auvergne          | 764 000             | 2 453 000  |